# Установка фракціонування Норко
Установка фракціонування Норко – підприємство нафтогазової промисловості в Луїзіані, розташоване на лівому березі Міссісіппі за два десятки кілометрів на захід від Нового Орлеану.
Установка, яка здійснює розділення зріджених вуглеводневих газів, почала роботу ще в 1965 році. В 2000-му виробництво, що належало Concha Chemical Pipeline Company (дочірня компанія енергетичного гіганту Shell), викупила корпорація Enterprise Products Partners – одна з найбільших у трубопровідній галузі США. На той час завод міг переробляти до 70 тисяч барелів зріджених вуглеводневих газів на добу за умови високого вмісту у них бутану та газового конденсату, оскільки максимальна потужність де-етанайзера складала лише 42 тисяч барелів. Проте фактично постачені на установку ЗВГ не були такими «жирними», через що переробляли не більше за 53 тисячі барелів на добу. Внаслідок авершеної у 2003 році модернізації можливості де-етанайзеру зросли до 75 тисяч барелів, а загальний показник установки – до 90 тисяч.
Суміш зріджених вуглеводневих газів (Y-grade) надходить на фракціонатор з численних газопереробних заводів північного узбережжя Мексиканської затоки, зокрема з:
- ГПЗ Toca, котрий знаходиться по інший бік від Нового Орлеану та за допомогою перемички діаметром 150 мм під’єднаний до основного трубопроводу діаметром 250 мм. Можливо відзначити, що певний час на цій площадці працювала своя установка фракціонування ЗВГ потужністю 14 тисяч барелів на добу, котра відносилась до ГПЗ Toca-Western. Після того, як Enterprise Products Partners 2002 році придбала останній та приєднала до ГПЗ Toca, розділення вуглеводневих газів сконцентрували в Норко;
- ГПЗ Веніс, розташованого у витягнутій в затоку частині дельти Міссісіппі. Для подачі звідси ЗВГ на початку 2018 року запустили трубопровід Каєнна;
- ГПЗ Паскаґула, що знаходиться далі на схід у штаті Міссісіпі та видає свою продукцію через Tri-States Pipeline, котрий завершується в Кеннер (півтора десятка кілометрів на схід від Норко);
Раніше суміш ЗГВ для фракціонування також постачали інші газопереробні підприємства, наприклад:
- ГПЗ Yscloskey, що знаходився трохи далі на схід за ГПЗ Toca. Саме від Yscloskey колись прямував трубопровід діаметром 250 мм, до якого приєднали площадку в Toca;
- ГПЗ Crawfis, розташованого всього за 4 милі від фракціонатору, з яким його з'єднував трубопровід діаметром 100 мм. На межі століть цей газопереробний завод зупинили та призначили на демонтаж за рішенням його власника – відомої своїм банкрутством корпорації Enron;
- ГПЗ Парадіс, що до початку 1990-х працював дещо південніше від Норкою. Зупинений через зниження видобутку, він невдовзі був сам перетворений на фракціонатор для проекту Discovery Pipeline System.
Крім того, постачання ЗВГ може здійснюватись з нафтопереробних заводів Луїзіани, на які багатий це регіон – сама назва Норко виникла від розташованого тут НПЗ компанії Shell, який започаткували як New Orleans Refining Company, NORCo. Поряд з ним знаходиться НПЗ компанії Valero Energy, котра яка після викупу підприємства у Orion Refining  на початку 2000-х уклала угоду про переробку газів з тільки що розширеним фракціонатором Норко.
Продукція установки в свою чергу може постачатись до:
- розташованої прямо на протилежному березі Міссісіппі у Тафт виробничої площадки компанії Union Carbide (з 1999-го належить хімічному гіганту Dow Chemicals), де зокрема працюють дві установки парового крекінгу. На цьому напрямку було прокладено три трубопроводи діаметром 250, 150 та 100 мм;
- комплексу підземних сховищ Соренто, розташованого дещо північніше у напрямку Батон-Руж, до якого веде трубопровід діаметром 150 мм. Соренто в свою чергу має вихід до розгалуженої мережі постачання продукції різноманітним споживачам;
- трубопровідної системи River Parish Pipeline System, підключення до якої можливе через перемичку діаметром 150 мм до розташованого за 8 миль на південний захід району Парадіс.